# Argentina ai Giochi della VIII Olimpiade
L'Argentina partecipò ai Giochi della VIII Olimpiade, svoltisi a Parigi dal 4 maggio al 27 luglio 1924, 
con una delegazione di 77 atleti impegnati in11 discipline.
aggiudicandosi una medaglia d'oro, tre medaglie d'argento e due medaglie di bronzo.

## Medagliere

### Per discipline
| Sport            | Oro | Argento | Bronzo | Totale |
| ---------------- | --- | ------- | ------ | ------ |
| Polo             | 1   | 0       | 0      | 1      |
| Pugilato         | 0   | 2       | 2      | 4      |
| Atletica leggera | 0   | 1       | 0      | 1      |
| Totale           | 1   | 3       | 2      | 6      |

### Medaglie
| Medaglia | Atleta                                                               | Sport            | Evento       |
| -------- | -------------------------------------------------------------------- | ---------------- | ------------ |
| Oro      | Arturo Kenny Juan Miles Guillermo Naylor Juan Nelson Enrique Padilla | Polo             | Maschile     |
| Argento  | Luis Brunetto                                                        | Atletica leggera | Salto triplo |
| Argento  | Alfredo Copello                                                      | Pugilato         | Pesi leggeri |
| Argento  | Héctor Méndez                                                        | Pugilato         | Pesi welter  |
| Bronzo   | Pedro Quartucci                                                      | Pugilato         | Pesi piuma   |
| Bronzo   | Alfredo Porzio                                                       | Pugilato         | Pesi massimi |